# Arrache-clou

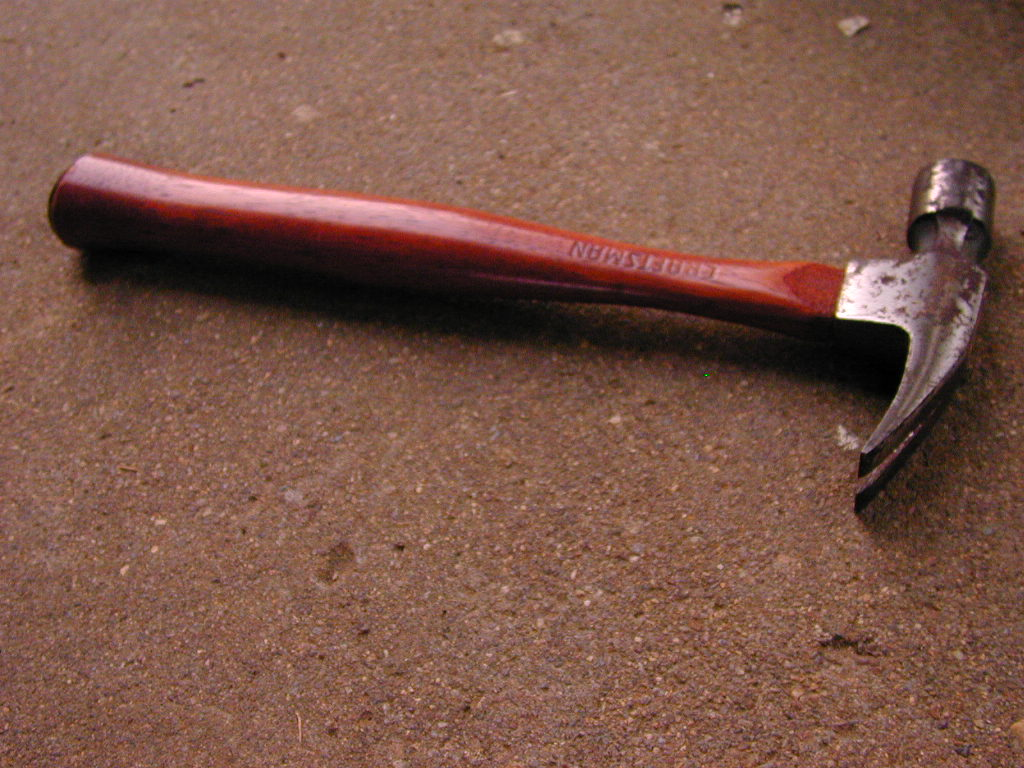
Un marteau de charpentier, muni d'un pied-de-biche, arrache clou.

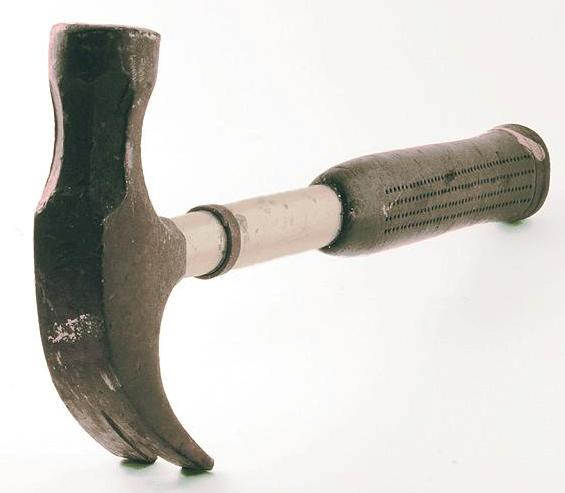
Marteau arrache-clou.

L'arrache-clou (peut aussi exister sous l'appellation « marteau de coffreur » ou « marteau arrache-clou » pour les marteaux ou « pied de biche » pour les arrache-clou uniquement) est un outil métallique utilisé pour extraire des pointes de planches ou bois divers. Il sert avant tout de marteau pour enfoncer des pointes de différentes tailles aussi bien en charpente qu'en travaux de coffrage, et permet, lorsqu'une pointe se tord, de l'extraire immédiatement, sans changer d'outil.